# NGC 8
NGC 8 es una estrella doble situada en la constelación de Pegaso, sus coordenadas son latitud galáctica 110,5201º y longitud galáctica -38,0020º.
Fue descubierta el 29 de septiembre de 1865 por el astrónomo Otto Wilhelm von Struve (1819 - 1905). Está a aproximadamente 2.7 minutos de arco de NGC 9.
Fuentes de datos de NGC 8
- [NGC] New General Catalogue / [IC] Index Catalogue (Dreyer - 1888, 1895, 1908)
- [RNGCC] RNGC Errata (Corwin)
- [RE-NGCDDB] NGC Discoverer's Database (Erdmann 1990 - 2006)
- [RNGCA] RNGC Errata (Archinal)
- [HC-PPL] NGC/IC Accurate Positions List Database (Corwin - 1996 thru 2006)
- [SG-NGCO] NGC/IC Observations Database (Gottlieb - 1998 thru 2006)
- [RE-AZDB] The Arizona Database®, V15.5 (Erdmann - 1987 thru 2006)
- [HC-PSDB] NGC Historical Notes Database (Corwin - 1996 thru 2006)
- [DSS] Digitized Sky Survey - 1st (102 CD-ROM) y 2nd (Web Site) Generation (STScI - 1994)
- [NED] NASA's Extragalactic Database (NED) http://nedwww.ipac.caltech.edu/